# خوسيه جويراو
خوسيه جويراو كابريرا (9 يونيو 1959 - 11 يوليو 2022)، هو سياسي وخبير فني إسباني شغل منصب وزير الثقافة والرياضة في حكومة بيدرو سانشيز بين عامي 2018 و 2020.

## وفاته
شُخِّصت إصابته بالسرطان في مارس 2021. وتوفي بسبب هذا المرض في مدريد في 11 يونيو 2022 عن عمر يناهز 63 عامًا.